# Трубилин, Владимир Николаевич
Трубилин Владимир Николаевич (20 июня 1959, Сочи) — российский ученый, хирург-офтальмолог. Доктор медицинских наук, профессор. Главный офтальмолог ФМБА России, руководитель Центра офтальмологии ФМБА России, заслуженный врач Российской Федерации, президент Российского общества катарактальных и рефракционных хирургов.

## Образование и обучение
- 1982 г. — закончил 2-й Московский Государственный медицинский институт
- 1982—1984 г. — обучался в клинической ординатуре при Московском НИИ Микрохирургии глаза в Москве
- 1984—1987 г. — аспирантура в МНТК «Микрохирургия глаза» в Москве
- 1995—1997 г. — докторантура в Российском государственном медицинском университете
- 1996 г. — стажировался в г. Балтимор (США).
- 1998—1999 гг. — обучался в Государственном институте управления по Президентской программе «Повышение эффективности менеджмента»
- 1999 г. — стажировался в Бельгии и Италии.
- 2000 г. — решением ВАК РФ присвоено ученое звание профессора.

## Профессиональный путь
С 1987 по 1991 гг. -старший научный сотрудник отдела хирургии и аллопластики хрусталика МНТК «Микрохирургии глаза».
С 1989—1996 гг. стажировался и работал за границей в клинике «Casa Bianka» Бари (Италия). Заведовал операционным блоком судна-клиники «Петр Первый» (Дубай, ОАЭ). Был медицинским директором судна-клиники «Петр Первый» (Ларнака, Кипр) и хирургом передвижной клиники (Сана’а, Республика Йемен).
С 1991 по 1996 гг. возглавлял в качестве медицинского директора Офтальмологический госпиталь Аль-Анси (Сана’а, Республика Йемен).
С 1996 по 2006 гг. заведующий Центральным отделением микрохирургии глаза в МСЧ-12 (КБ-86) ФМБА России.
С 1997 г. заведующий кафедрой офтальмологии Академии последипломного обучения ФНКЦ ФМБА России.
С 1997 по 2020 гг. главный внештатный офтальмолог Федерального медико-биологического агентства (ФМБА России).
С 2000 по 2004 гг. консультант Медицинского центра Управления делами Президента РФ.
С 2007 г. руководитель Центра офтальмологии ФМБА России.
В 2012—2014 году принимал участие в организации медицинского обеспечения XXII Зимних олимпийских игр в качестве руководителя офтальмологического направления.
С 2018 года ректор Международной Академии Медицинского образования.
Является членом экспертной комиссии по хирургическим наукам Высшей Аттестационной Комиссии

## Научная деятельность
Область научных интересов связана прежде всего с катарактальной и рефракционной хирургией.
В 1998 году основал кафедру офтальмологии Института повышения квалификации ФМБА России (АПО ФГБУ ФНКЦ ФМБА России) и по сей день является её руководителем.
С 1998 года член Американской академии офтальмологии.
С 1999 года член Европейского общества катарактальных и рефракционных хирургов.
С 2001 года член Американского общества катарактальной и рефракционной хирургии.
С 2024 года член Азиатско-Тихоокеанского общества катарактальных и рефракционных хирургов.
С 2009 года профессор Европейской школы повышения квалификации офтальмологов (ESASO)(Лугано, Швейцария).
В 2010 году организовал и возглавил диссертационный совет по глазным болезням при ИПК ФМБА России.
В 2010 году организовал Российское общество катарактальных и рефракционных хирургов.
Член Президиума Общества офтальмологов России.
Член Президиума Ассоциации врачей офтальмологов.
Является главным редактором журналов «EyeWorld Россия», «Катарактальная и рефракционная хирургия», «Офтальмология», член редколлегии «Новости глаукомы».
Под руководством Трубилина В.Н. защищено 17 кандидатских и 8 докторских диссертаций.
Внёс существенный вклад в развитие отечественной и российской офтальмологии. Регулярно выступает с докладами и лекциями на ведущих офтальмологических форумах, конференциях и конгрессах в России и за рубежом.

## Патенты, авторские свидетельства и изобретения
- Искусственный хрусталик глаза — Авторское свидетельство (Трубилин В.Н, Федоров С. Н., Егорова Э. В., Струсова Н. А., Глазко В. И.) — 1982 г.
- Пинцет для офтальмологических операций — Авторское свидетельство (Трубилин В.Н, Федоров С. Н., Егорова Э. В., Глазко В. И., Струсова Н. А., Тышковский Л. М. Рузанков Б. И.) — 1983 г.
- Устройство для имплантации искусственного хрусталика глаза — Авторское свидетельство (Трубилин В.Н, Федоров С. Н., Егорова Э. В., Струсова Н. А.) — 1983 г.
- Способ экстракции катаракты — Авторское свидетельство (Трубилин В.Н, Егорова Э. В., Глазко В. И.) — 1984 г.
- Способ лечения открытоугольной глаукомы — Авторское свидетельство (Трубилин В.Н, Козлов В. И., Магарамов Д. А., Ерескин Н. Н., Савинков О. И.) — 1989 г.
- Модификация конструкции ирригационного чопера — Патент на полезную модель (Трубилин В.Н, Зимина Т. Ю.) — 2004 г.
- Способ хирургического лечения открытоугольной глаукомы — Авторское свидетельство (Трубилин В.Н, Гусев Ю. А.) −2003.
- Модификация капсульного кольца — Патент на полезную модель (Трубилин В.Н, Зимина Т. Ю.) — 2004 г.
- Способ предупреждения избыточного рубцевания после антиглаукоматозных операций. — Патент на изобретение (Трубилин В.Н, Курышева Н. И., Гусев Ю. А., Долгина Е. Н., Кумышева Д. М.) — 2004 г.
- Устройство для ирригации — Патент на полезную модель (Трубилин В.Н, Плетнев И. В., Спирочкин Ю. К., Зимина Т. Ю.) — 2005 г.
- Разметчик капсулорексиса и астигматической оси торической интраокулярной линзы — Патент на изобретение (Трубилин В. Н., Ильинская И. А., Трубилин А. В.) — 2012 г.
- Инструмент для проведения офтальмохирургических операций — Патент на полезную модель (Трубилин В. Н., Трубилин А. В. ,Синяговская В. В., Ильинская И. А.) — 2012 г.
- Способ увеличения угла передней камеры при глаукоме — Патент (Трубилин В.Н, Каира Н. А., Трубилин А. В.) — 2011 г.
- Торический разметчик капсулорексиса — Заявка на изобретение (Трубилин В. Н., Ильинская И. А.) — 2012 г.
- Торический разметчик — Патент (Трубилин В. Н., Ильинская И. А.) — 2012 г.
- Инструмент для проведения офтальмохирургических операций — Патент (Трубилин В. Н., Ильинская И. А., Трубилин А. В., Синяговская В. В.) — 2012 г.
- Разметчик капсулорексиса и астигматической оси торической интраокулярной линзы — Заявка на патент (Трубилин В. Н., Ильинская И. А., Трубилин А. В.) — 2012 г.
- Способ оценки морфо-функционального состояния мейбомиевых желез — биометрия мейбомиевых желез (Полунина Е. Г., Алиева А. Э., Куренков В. В., Трубилин В. Н., Жемчугова А. В.) — 2014 г.
- Способ прогнозирования развития синдрома сухого глаза после косметологических процедур в периорбитальной области — Заявка на патент (Трубилин В. Н., Полунина Е. Г.) — 2019 г.
- Способ лечения первичной закрытоугольной глаукомы — Патент (Трубилин В. Н., Курышева Н. И.,Лепешкина Л. В.,Капкова С. Г.) 2020 г.

## Достижения и награды
- В. Н. Трубилин — один из ведущих специалистов по проблемам офтальмологии и офтальмохирургии. Основное направление научной деятельности доктора медицинских наук, профессора Трубилина Владимира Николаевича связано с разработкой комплексной системы мероприятий по сохранению зрения пациентов, прикрепленных к Федеральному медико-биологическому агентству. В. Н. Трубилин с 1997 года бессменно руководит основанной им кафедрой офтальмологии Института повышения квалификации Федерального медико-биологического агентства и созданной им научной школой, в результате деятельности которой разработаны: концепция сохра-нения профессионального долголетия и требуемого уровня зрительной работоспособности и профессиональной надежности операторов зрительно-напряженного труда; концепция формирования и функционирования уникального для практики отечественного здравоохранения Центра офтальмологии Федерального медико-биологического агентства; алгоритмы проведения катарактальных хирургических вмешательств в зависимости от медико-социальных характеристик пациента (возраст, состояние зрения, особенности профессиональной деятельности и др.); алгоритмы проведения микроинвазивных антиглаукомных операций с целью скорейшей реабилитации пациентов; алгоритмы проведения эксимер-лазерных хирургических вмешательств с позиций функциональных и медико-психологических подходов; алгоритмы проведения восстановительных хирургических вмешательств при возрастных изменениях зрения в целях исключения оптической коррекции (очками, контактными линзами); методики профилактики зрительного утомления у операторов зрительно-напряженного труда в процессе профессиональной деятельности; методики повышения зрения у спортсменов, профессиональная деятельность которых непосредственно связана со зрительной системой. Научная школа проф. В. Н. Трубилина включает 8 докторов и 17 кандидатов медицинских наук, подготовленных под его руководством. Под его руководством в 2010 году создан и эффективно работает специализированный диссертационный совет 68.1.010.01 по защите кандидатских и докторских диссертаций по специальности 3.1.5 офтальмология (медицинские науки). С 2009 по 2013 год участвовал в работе Высшей аттестационной комиссии РФ в качестве члена экспертного совета по хирургическим наукам. За историю работы диссертационного совета с 2011 по 2024 год защищено 75 диссертаций, в том числе 8 на соискание ученой степени доктора медицинских наук. Участвует в международной научно-педагогической и общественной деятельности в качестве профессора Европейской школы повышения квалификации офтальмологов (ESASO), члена Американской академии офтальмологии (AAO), Американского общества катарактальной и рефракционной хирургии (ASCRS), Европейского общества катарактальных и рефракционных хирургов (ESCRS), Азиатско-Тихоокеанского общества катарактальных и рефракционных хирургов (APACRS). Принимал участие в организации медицинского обеспечения XXII Зимних олимпийских игр в качестве руководителя офтальмологического направления. Организационную, научную и педагогическую деятельность совмещает с клинической работой, выполняя большое количество хирургических операций. Участвует в конференциях в России и за рубежом в качестве докладчика, модератора, хирурга. В. Н. Трубилин имеет неоспоримые личные заслуги в разработке приоритетных направлений офтальмологии, успешном внедрении и использовании научных разработок, а также в создании научной школы.
- В 2009 году Указом Президента Российской Федерации присвоено почетное звание «Заслуженный врач Российской Федерации».
- Распоряжением Президента Российской Федерации от 05.04.2019 г. № 93-рп за заслуги в научной и педагогической деятельности, подготовке высококвалифицированных специалистов награждён Почетной грамотой Президента Российской Федерации.

В 2012—2014 году участвовал в организации медицинского обеспечения XXII Зимних олимпийских игр в качестве руководителя офтальмологического направления.
Главный редактор журналов «Офтальмология», «Катарактальная и рефракционная хирургия», «EyeWorld Россия». Член редколлегии журнала «Новости глаукомы».
В 2011 году основал Российское общество катарактальных и рефракционных хирургов, по настоящее время является его Президентом.
Член Президиума Общества офтальмологов России. Член Президиума Ассоциации врачей офтальмологов России.

## Избранные научные статьи
Автор 316 научных работ, 40 научно-методических работ, 23 патентов и изобретений, 1 монографии.
1. Состояние сосудов склеры и конъюнктивы у больных афакией // Физиология и патология внутриглазного давления: Респ. сб. науч. трудов. — М., 1985. С. 26-28. (соавт. Карташева Е. А., Ларина З. Т., Ермаков Н. В.).
2. Механические параметры капсулы хрусталика и упругие силы опорных элементов интраокулярных линз// Вестн. офтальмологии. — 1985. — N 6. — С. 18-20. (соавт. Коростелева Н. Ф., Сушкова Н. А., Струсова Н. А.).
3. Влияние YAG-лазерной задней капсулотомии на популяцию эндотелия роговой оболочки // Вестн. офтальмологии. — 1985. — N 6. — С. 25-27. (соавт. Егорова Э. В., Толчинская А. И.).
4. Определение факторов травматичности имплантации интраокулярных линз в эксперименте // 6-й Всесоюзный съезд офтальмологов: Тезисы докладов. — Ашхабад, 1985. — Т. 5. С. 84-86. (соавт. Коростелева Н. Ф., Сушкова Н. А.).
5. Биомеханические характеристики передней и задней капсулы хрусталика // 1-й Всесоюзный симпозиум «Нелинейная теория тонкостенных конструкций и биомеханика»: Тезисы докладов. — Кутаиси, 1985. — С.194. (соавт. Егорова Э. В., Шалыгин Г. Ф., Струсова Н. А., Сушкова Н. А.).
6. Хирургические аспекты топографии передней капсулы хрусталика // Вестн. офтальмологии. 1985.- N 6.- С.11-15. (соавт. Егорова Э. В., Струсова Н. А., Чаброва Л. С., Багров С. Н.).
7. Клинико-экспериментальное обоснование микрохирургии передней и задней капсулы хрусталика // 1-й Московский международный симпозиум по имплантации интраокулярных линз и рефракционной хирургии: Тезисы докладов. — М., 1986. — С. 111. (соавт. Егорова Э. В., Струсова Н. А., Чаброва Л. С.).
8. Морфологические аспекты хирургии задней капсулы хрусталика человека // Вестн. офтальмологии. 1986. — N 4.- С. 20-22. (соавт. Коростелева Н. Ф., Чаброва Л. С., Сушкова Н. А., Шалыгин Г. Ф.).
9. Изучение положения заднекамерных интраокулярных линз в эксперименте // Экспериментальные исследования в офтальмологии: Сборник науч. трудов. — М., 1986. С. 79-82. (соавт. Егорова Э. В., Коростелева Н. Ф., Чаброва Л. С., Сушкова Н. А.).
10. Клинико-экспериментальное обоснование методов хирургии задней капсулы хрусталика — рукопись — Автореферат диссертации на соискание ученой степени доктора медицинских наук. — М., 1987 — с. 50.